# Aeroportul Villa Gesell
Aeroportul Villa Gesell (IATA: VLG, ICAO: SAZV) este un aeroport din Villa Gesell⁠(d), Partido de Villa Gesell⁠(d), Buenos Aires, Argentina. Aeroportul a fost tranzitat în martie 2021 de 0 pasageri.
Situat la o altitudine de 9 m, aeroportul dispune de o singură pistă.